# Women's Senior Golf Tour 2000
De Women's Senior Golf Tour 2000 was het eerste seizoen van de Women's Senior Golf Tour, dat in 2006 vernoemd werd tot de Legends Tour. Er stonden twee toernooien op de kalender.

## Kalender
| Datum | Datum | Toernooi                   | Stad                 | Winnaar        | Score | Score | Info  |
| ----- | ----- | -------------------------- | -------------------- | -------------- | ----- | ----- | ----- |
| 18-08 | 20-08 | Shopko Great Lakes Classic | Green Bay, Wisconsin | Vicki Fergon   | 206   | –10   | [ 2 ] |
| 29-08 | 30-08 | HyVee Classic              | Des Moines, Iowa     | Jan Stephenson | 141   | –3    | [ 3 ] |

2000 ·
2001 ·
2002 ·
2003 ·
2004 ·
2005 ·
2006 ·
2007 ·
2008 ·
2009 ·
2010 ·
2011 ·
2012 ·
2013 ·
2014 ·
2015